# Candiano
Familie nobilă venețiană, care a dat următorii dogi:
- Pietro I Candiano (887
- Pietro II Candiano (932-939)
- Pietro III Candiano (942-959)
- Pietro IV Candiano (959-976)
- Vitale Candiano (978-979)

Mai târziu, familia Sanudo și-a revendicat descendența din familia Candiano.